# Sainte-Sévère-sur-Indre
Sainte-Sévère-sur-Indre is een gemeente in het Franse departement Indre (regio Centre-Val de Loire) en telt 899 inwoners (1999). De plaats maakt deel uit van het arrondissement La Châtre. In 1947 nam de Franse cineast Jacques Tati er zijn film Jour de fête op.

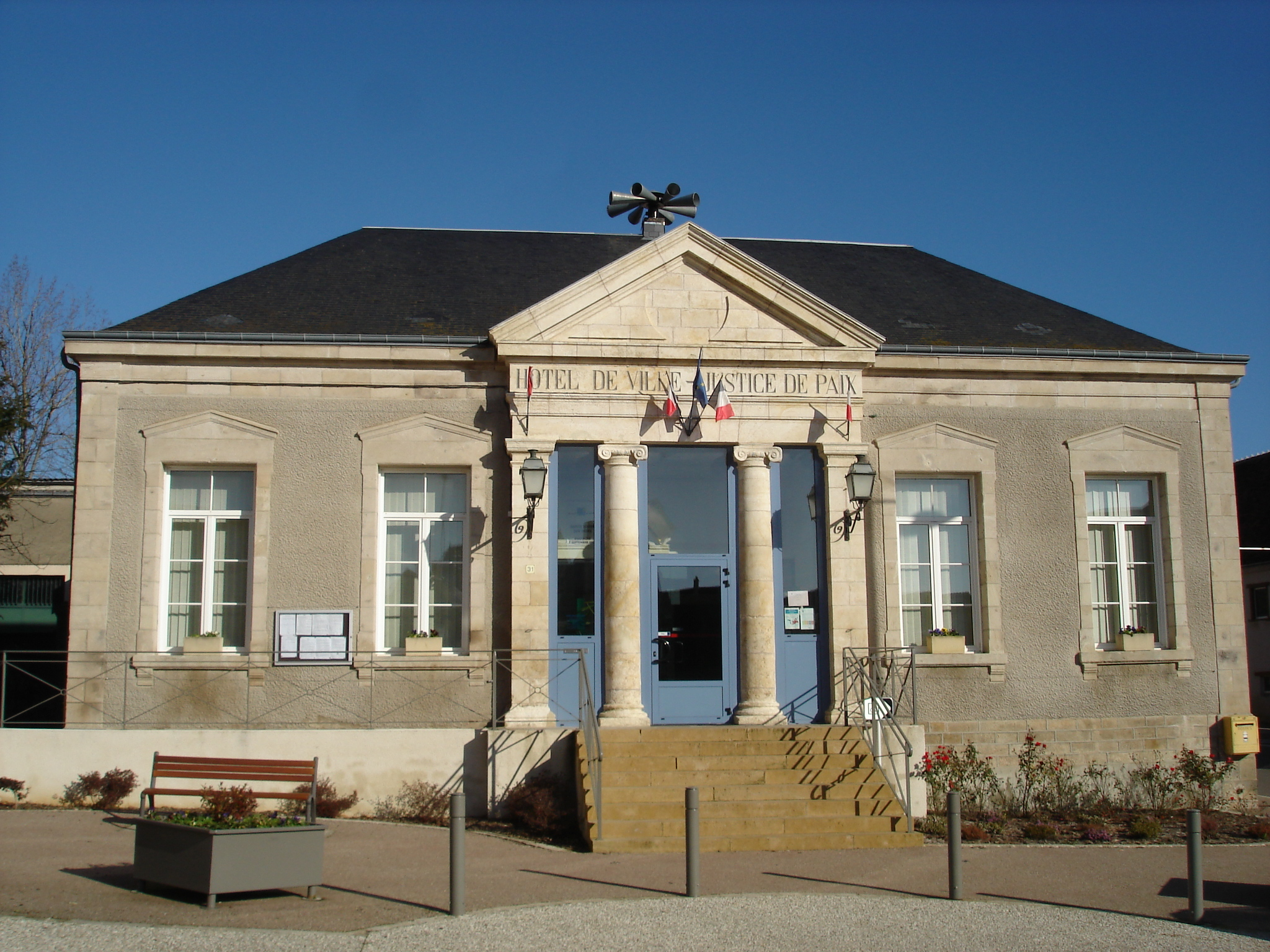
Gemeentehuis
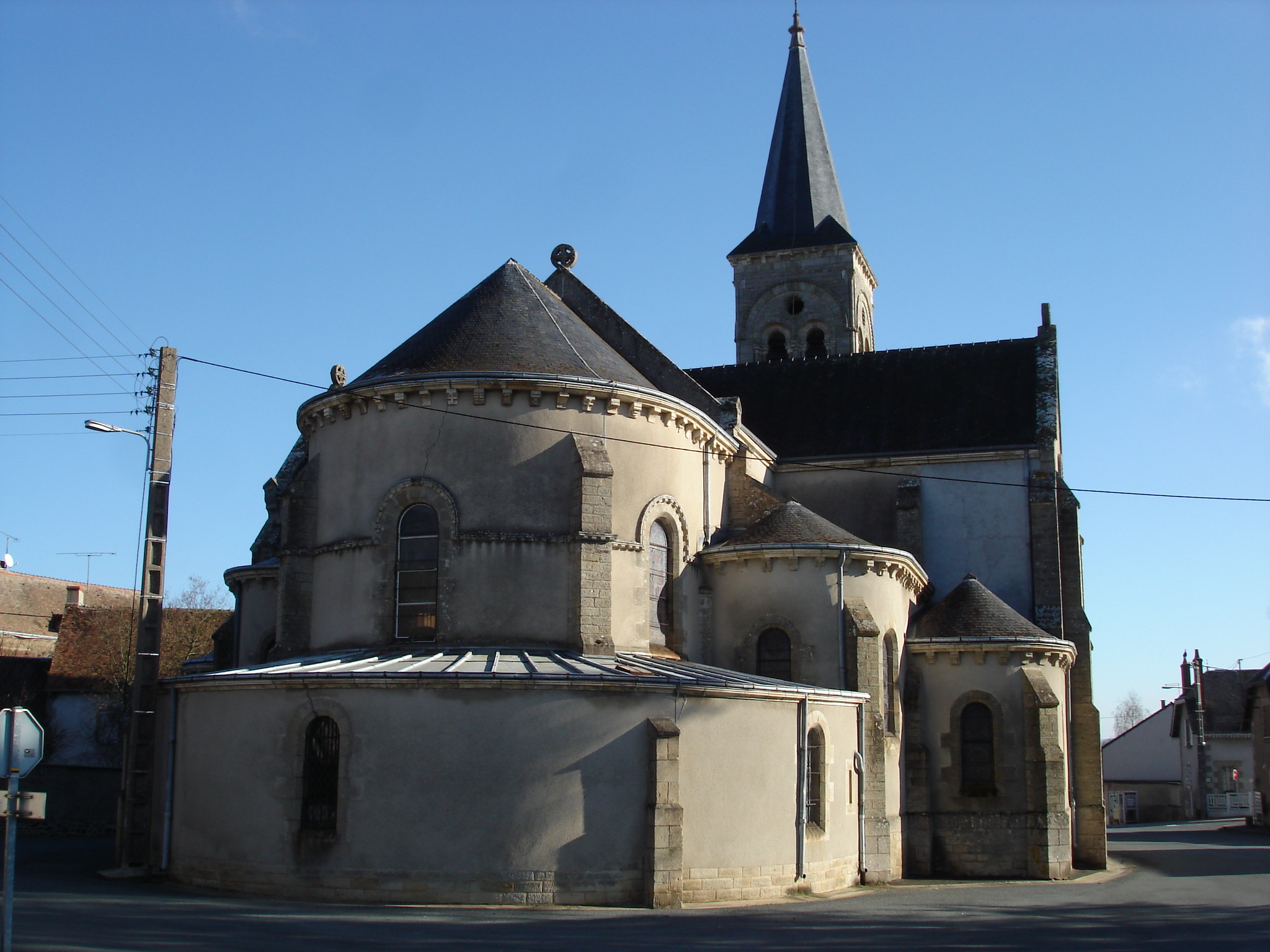
Kerk van Sainte-Sévère
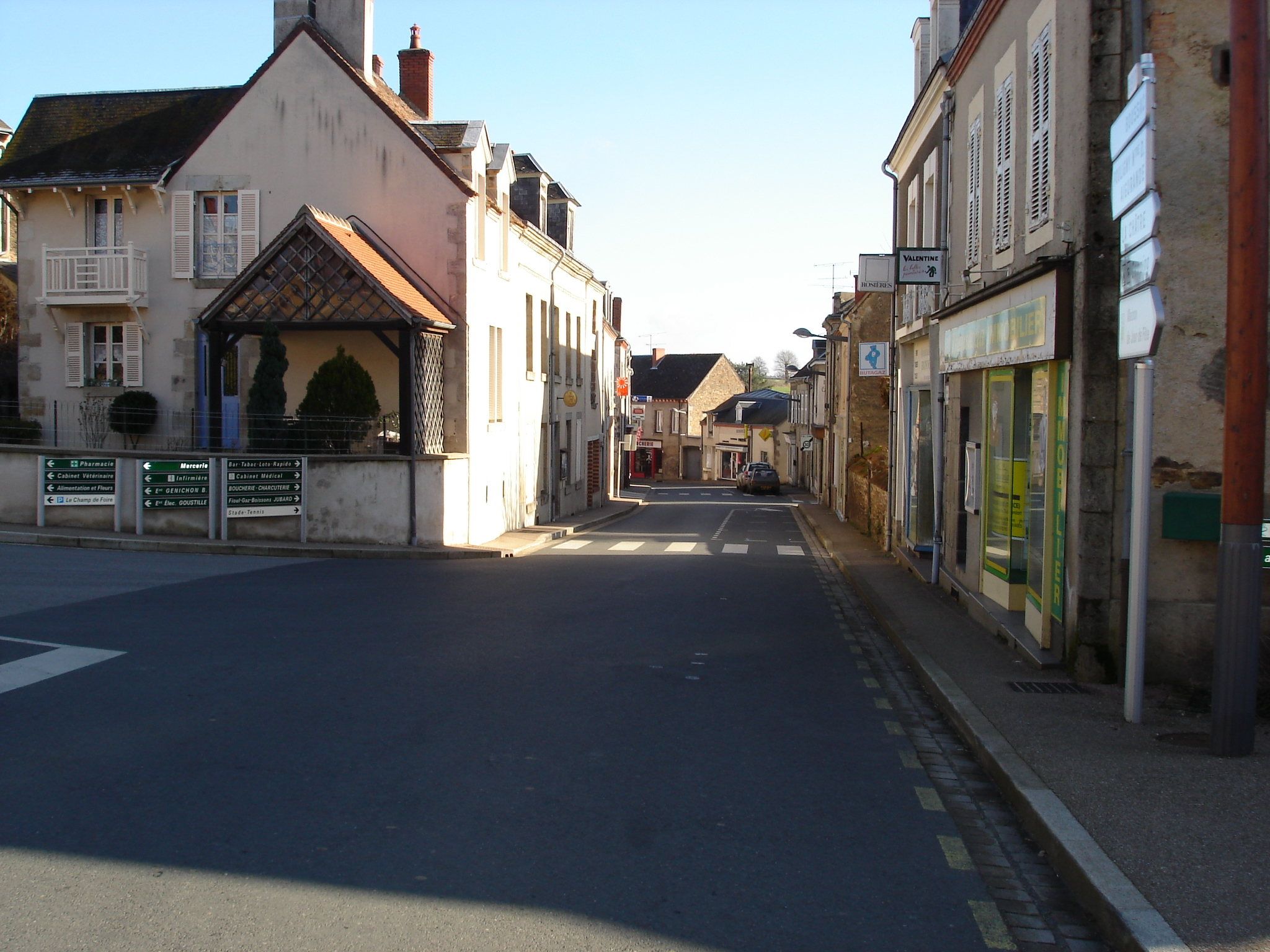
Avenue de l'Auvergne
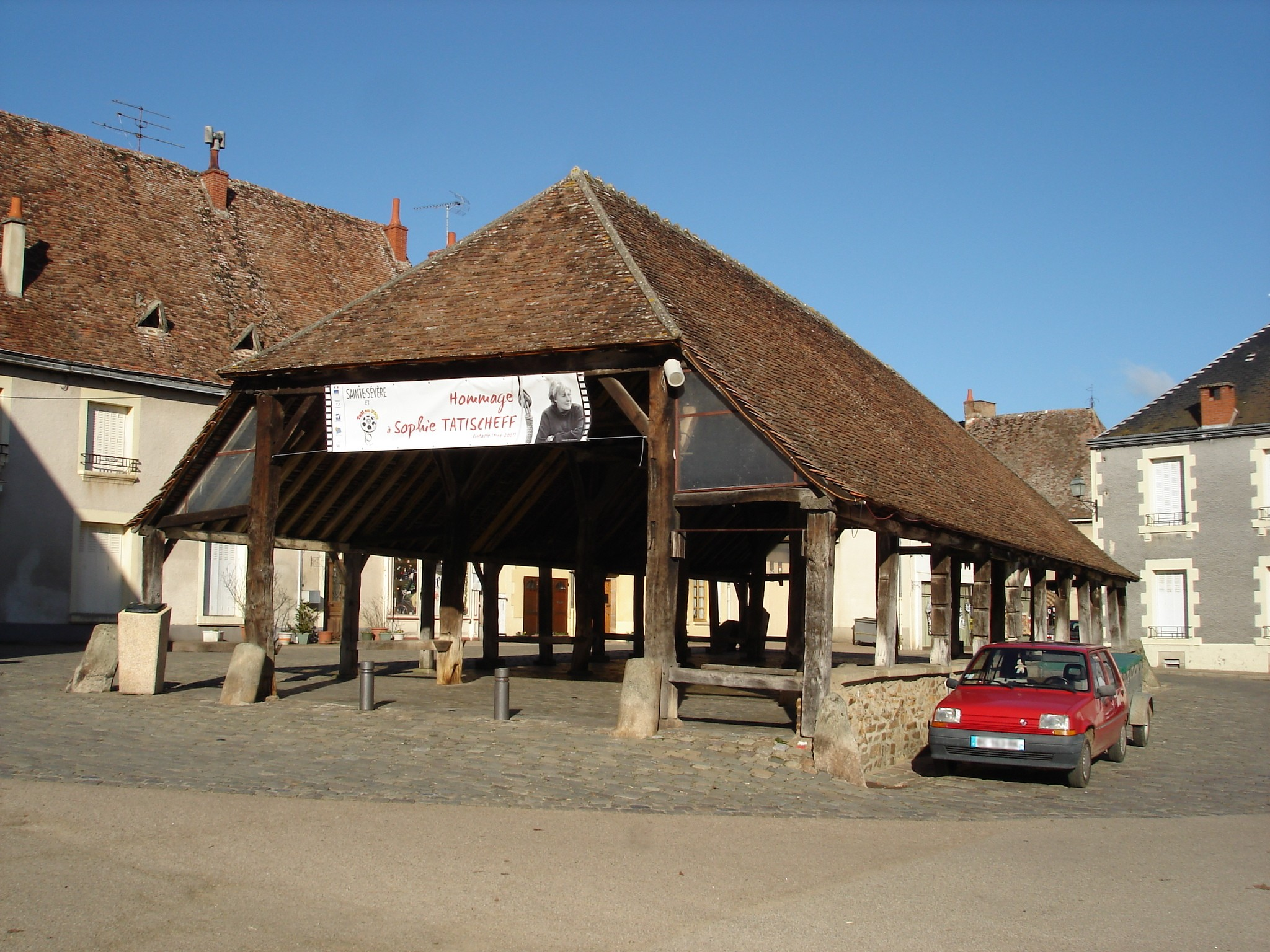
Markthal

## Geografie
De oppervlakte van Sainte-Sévère-sur-Indre bedraagt 26,1 km², de bevolkingsdichtheid is 34,4 inwoners per km².
De onderstaande kaart toont de ligging van Sainte-Sévère-sur-Indre met de belangrijkste infrastructuur en aangrenzende gemeenten.

## Demografie
Onderstaande figuur toont het verloop van het inwonertal (bron: INSEE-tellingen).